# آرشي مكومب
آرشي مكومب هو سياسي أمريكي، ولد في 22 يناير 1885، وتوفي في 1968. نشط حزبياً في الحزب الجمهوري. وقد انتخب عضو جمعية ولاية ويسكونسن ‏.